# Zerstörer 1934
Zerstörer 1934 (letteralmente Cacciatorpediniere 1934 in tedesco) era una classe di cacciatorpediniere della Kriegsmarine tedesca, entrata in servizio tra il 1937 e il 1938 e impiegata durante la seconda guerra mondiale. È anche nota come Classe 1934 o Type 1934, o con la designazione alleata di classe Maas (dal nome della prima unità della classe, la Z1 Leberecht Maas ).

## Il progetto
La Classe 1934 fu la prima classe di cacciatorpediniere ad essere costruita in Germania dalla fine della prima guerra mondiale. Il progetto non si dimostrò particolarmente riuscito: le navi costruite, realizzate con troppa fretta, dimostrarono pessime doti nautiche, in particolare in presenza di mare agitato dove la struttura della prua (più alta di un ponte, ma comunque troppo bassa e priva di svasature) faceva imbarcare troppa acqua, rendendo anche difficile l'utilizzo delle artiglierie ivi dislocate. Lo scafo richiamava una certa influenza britannica nel design complessivo, ma anche e soprattutto la celebrazione del più tipico stile tedesco, con linee orizzontali, sobrie, ponti piatti, fiancate basse, un disegno netto e pulito, esaltato ancora di più dalle grandi dimensioni, dal suo colore chiaro e dai due alberi, con quello prodiero assai alto e robusto; ciò nonostante, lo scafo diede spesso problemi di debolezza strutturale (anche per via delle forti vibrazioni date dai motori), arrivando anche a piegarsi in condizioni di mare particolarmente agitato. La stabilità era carente, per il peso delle sovrastrutture, e vennero imposti limiti nelle quantità di carburante, munizioni e derrate imbarcabili, con conseguenti limitazioni all'autonomia operativa.
L'apparato propulsivo era basato su due gruppi di turbine ad ingranaggi che disponevano di altrettanti fumaioli, bassi e compatti, con il posteriore leggermente più piccolo e basso. La potenza propulsiva raggiungeva l'inusitato valore di 70.000 hp, che sebbene superato da alcune navi francesi era quello di gran lunga più potente fino ad allora su cacciatorpediniere costruiti in grande serie. Le nuove turbine ad alte pressioni presentarono però alcuni inconvenienti: le loro grosse dimensioni si adattavano male agli spazi angusti delle camere motori, rendendo molto difficile la manutenzione; inoltre, i motori provocavano forti vibrazioni sullo scafo, aumentando i problemi di debolezza strutturale di questo.
L'armamento principale era costituito dai nuovi cannoni 12,7 SK cm C/34 da 127 mm C34 da 45 calibri di lunghezza, ed era stato scelto per via della prevista necessità di eguagliare il peso di bordata delle navi francesi, armate in genere con cannoni da 130 o 138 mm; i 5 pezzi erano alloggiati in altrettante torri singole, distribuite tra prua (due torri sovrapposte) e poppa (tre torri, due delle quali su sovrastruttura). Essi erano dotati di un'elevazione che li rendeva utili solo nel ruolo antinave (almeno in teoria), e si dimostrarono molto affidabili in servizio. L'armamento antiaereo era costituito da 4 cannoncini da 37 mm (in due impianti binati) e da 4 o 6 cannoncini 2 cm FlaK da 20 mm (in altrettanti impianti singoli); durante la guerra, esso venne progressivamente potenziato, fino a contare 14 pezzi 3,7 cm FlaK da 37 mm e 10 da 20 mm 2 cm FlaK.. Completavano l'armamento 8 tubi lanciasiluri da 533 mm in due impianti quadrupli e due lanciabombe di profondità; le navi erano anche attrezzate per la posa di mine, attività che divenne la loro funzione principale durante la guerra insieme alla caccia antisommergibile condotta grazie al sonar, per l'epoca molto avanzato di cui erano state dotate sin dall'impostazione iniziale.
Vennero costruite 16 navi di questa classe; quando ci si rese conto dei gravi problemi che le affliggevano, a partire dalla quinta nave vennero introdotte alcune lievi modifiche al progetto originario, che tuttavia non risolsero se non in parte i difetti strutturali. Per via di queste modifiche, le ultime 12 unità sono considerate una sottoclasse indipendente, la Zerstörer 1934A. Le navi vennero assemblate nei cantieri Deutsche Werke di Kiel (unità da Z1 a Z4), Deschimag di Brema (unità da Z5 a Z8), Germaniawerft di Kiel (unità da Z9 a Z13) e Blohm & Voß di Amburgo (unità da Z14 a Z16).
Nel corso del 1943 le unità ancora in servizio ricevettero varie modifiche, tra le quali l'installazione di un radar per la direzione del tiro delle artiglierie.

## Le navi
Le unità di questa classe portavano, oltre ad una sigla identificativa progressiva, il nome di un membro della Kaiserliche Marine distintosi in servizio.

### Z1 Leberecht Maass

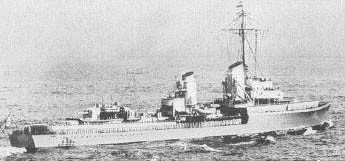
La Leberecht Maas vista da poppa

Impostata il 15 ottobre 1934 e varata il 18 agosto 1935, entrò in servizio il 14 gennaio 1937. Prendeva il nome dal contrammiraglio Leberecht Maass, perito il 28 agosto 1914 nell'affondamento dell'incrociatore leggero SMS Köln, e primo alto ufficiale della marina tedesca a morire nella prima guerra mondiale. All'inizio della guerra, partecipò ad un breve ciclo di operazioni nel Mar Baltico in appoggio alle truppe tedesche impegnate nella campagna di Polonia; il 3 settembre 1939, si scontrò nella baia di Danzica con il cacciatorpediniere polacco ORP Wicher e con il posamine ORP Gryf, venendo colpita da un colpo di grosso calibro che provocò lievi danni. In seguito, venne inviata nel Mare del Nord per prendere parte alle missioni di minamento al largo della costa della Gran Bretagna. Il 22 febbraio 1940, mentre insieme ad altri cacciatorpediniere rientrava in patria dopo una di queste missioni (operazione Wikinger), la Maass venne attaccata nei pressi del Dogger Bank da un bombardiere tedesco Heinkel He 111, che l'aveva scambiata per una nave nemica; colpita da varie bombe, affondò con la perdita di quasi tutto il suo equipaggio.

### Z2 Georg Thiele
Impostata il 25 ottobre 1934 e varata il 18 agosto 1935, entrò in servizio il 27 febbraio 1937. Prendeva il nome dal capitano di corvetta Georg Max Thiele, perito il 17 ottobre 1914 nell'affondamento della torpediniera S119 dopo essersi scontrato con superiori forze britanniche. Dopo un breve ciclo di operazioni nel Baltico, venne inviata nel Mare del Nord per prendere parte alle missioni di posa di mine. Nell'aprile 1940 prese parte all'operazione Weserübung, l'invasione tedesca di Norvegia e Danimarca, inquadrata nel Marinegruppe 1 incaricato di occupare lo strategico porto di Narvik; la missione ebbe esito positivo, ma la Thiele non poté rientrare in patria a causa della penuria di carburante. Il 10 aprile 1940, cacciatorpediniere britannici attaccarono le navi tedesche bloccate a Narvik, dando luogo alla prima battaglia navale di Narvik; durante l'azione, la Thiele contribuì all'affondamento dei cacciatorpediniere HMS Hardy e HMS Hunter, ma venne danneggiata dal fuoco dei cannoni delle altre navi britanniche. Il 13 aprile seguente, ulteriori forze navali britanniche tornarono nel fiordo di Narvik per finire le navi tedesche ivi rimaste, dando luogo alla seconda battaglia navale di Narvik; gravemente a corto di munizioni, la Thiele si rifugiò in un fiordo laterale, e con il suo ultimo siluro colpì il cacciatorpediniere britannico HMS Eskimo, danneggiandolo gravemente. La nave venne quindi fatta arenare per permettere all'equipaggio di mettersi in salvo; lo scafo immobile venne poi distrutto dal fuoco delle navi britanniche.

### Z3 Max Schultz
Impostata il 2 gennaio 1935 e varata il 30 novembre 1935, entrò in servizio l'8 aprile 1937. Prendeva il nome dal capitano di corvetta Max Konrad Felix Schultz, ucciso in azione a bordo della torpediniera V69 il 23 gennaio 1917. Dopo un breve ciclo di operazioni nel mar Baltico all'inizio della guerra, prese parte alle missioni di posa di mine e di interdizione del traffico mercantile nemico nel Mare del Nord. Il 22 febbraio 1940, mentre rientrava insieme ad altri cacciatorpedinirere da una missione di minamento al largo della costa inglese (operazione Wikinger), venne attaccata nei pressi del Dogger Bank da un bombardiere tedesco, che l'aveva scambiata per una nave nemica; nel tentativo di evitare le bombe, la Schultz urtò una mina britannica, affondando con la perdita di quasi tutto l'equipaggio.

### Z4 Richard Beitzen

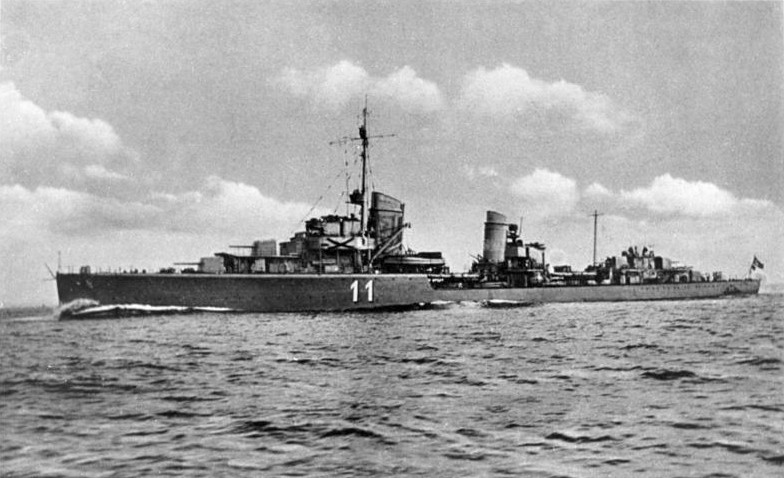
La Richard Beitzen

Impostata il 7 gennaio 1935 e varata il 30 novembre 1935, entrò in servizio il 13 maggio 1937. Prendeva il nome dal capitano Richard Beitzen, perito nell'affondamento della torpediniera G87 il 30 marzo 1918. Dopo un breve ciclo di operazioni nel Baltico all'inizio della guerra, prese parte alle missioni di minamento nel Mare del Nord, comprese tre missioni al largo delle coste inglesi; partecipò anche alla sfortunata operazione Wikinger, senza riportare danni. Nell'ottobre 1940 venne inviata in Francia, partecipando con altri cacciatorpediniere tedeschi a missioni di pattugliamento nel Canale della Manica; durante queste missioni, la Beitzen affondò alcuni piccoli mercantili e danneggiò con un siluro il cacciatorpediniere britannico HMS Javelin. Dopo un ciclo di riparazioni in Germania, tornò in Francia dove nel febbraio 1942 partecipò all'Operazione Cerberus. Venne poi trasferita in Norvegia, prendendo parte a missioni di scorta del traffico tedesco e ad operazioni di minamento nel Mare di Barents e davanti Murmansk, dove contribuì all'affondamento di alcuni pattugliatori sovietici. Sul finire del 1942 partecipò alla battaglia del mare di Barents, senza riportare danni. Trasferita ad Horten, partecipò alle missioni di scorta e di pattugliamento al largo dello Jutland; nel marzo del 1945, durante una di queste missioni, venne gravemente danneggiata da un attacco aereo notturno. Inviata ad Oslo per le riparazioni, venne catturata dai britannici al termine della guerra; trasferita in Inghilterra, venne demolita nel 1947.

### Z5 Paul Jakobi
Impostata il 15 luglio 1935 e varata il 24 marzo 1936, entrò in servizio il 29 giugno 1937. Prendeva il nome dal capitano di corvetta Paul Jakobi, perito il 2 dicembre 1915 nell'affondamento della torpediniera V25. Dopo alcune operazioni minori, nell'aprile 1940 partecipò all'operazione Weserübung inquadrata nel Marinegruppe 2, incaricato di occupare il porto di Trondheim; la missione ebbe successo e la Jakobi non riportò alcun danno. Trascorse gran parte della guerra in Norvegia, impiegata in operazioni di scorta alle principali navi da guerra tedesche in zona, ma nel febbraio 1942 partecipò all'operazione Cerberus nel Canale della Manica. Nel dicembre del 1943 venne gravemente danneggiata in un bombardamento aereo a Kiel; rientrata in squadra all'inizio del 1945, partecipò alle operazioni di evacuazione dei profughi tedeschi, in fuga davanti all'avanzata sovietica in Prussia orientale. Il 7 maggio 1945 la nave venne posta in disarmo. Catturata dai britannici, venne trasferita alla Marina francese nel febbraio 1946 e ribattezzata Desaix; rimase in servizio fino al febbraio 1954, per poi essere demolita nel 1958

### Z6 Theodor Riedel
Impostata il 18 luglio 1935 e varata il 22 aprile 1936, entrò in servizio il 2 luglio 1937. Prendeva il nome dal capitano di corvetta Theodor Riedel, ucciso durante la Battaglia dello Jutland il 31 maggio 1916. All'inizio della guerra, prese parte a numerose missioni di minamento nel Mare del Nord, compresa la sfortunata operazione Wikinger. Nell'aprile 1940 partecipò all'operazione Weserübung inquadrata nel Marinegruppe 2, incaricato di occupare il porto di Trondheim; la missione si concluse con un successo. Trascorse il resto della guerra in Norvegia, tranne un breve ciclo di operazioni in Francia; partecipò alla battaglia del Mare di Barents nel dicembre del 1942 e all'operazione Sizilien nel settembre 1943 (la prima missione offensiva della corazzata Tirpitz). Dal novembre 1943 venne inviata ad Horten per partecipare alle missioni di scorta del traffico mercantile tedesco al largo dello Jutland. Negli ultimi mesi di guerra, partecipò alle operazioni di evacuazione della Prussia orientale; venne posta in disarmo il 9 maggio 1945. Acquisita dalla Marina francese nel febbraio 1946 e ribattezzata Kebler, rimase in servizio fino all'aprile del 1957. Venne demolita nel 1958.

### Z7 Hermann Schoemann
Impostata il 7 settembre 1935 e varata il 16 luglio 1936, entrò in servizio il 9 settembre 1937. Prendeva il nome dal capitano Hermann Schoemann, perito il 1º maggio 1915 nell'affondamento della torpediniera A2. Nei primi mesi di guerra partecipò alle missioni di minamento e di interdizione del traffico mercantile nemico nel Mare del Nord; il 23 dicembre 1939 entrò in collisione con la gemella Z15 Erich Steinbrinck, riportando solo lievi danni. Nel giugno del 1940 partecipò all'operazione Juno, il raid delle navi da battaglia Gneisenau e Scharnhorst e dell'incrociatore pesante Admiral Hipper contro le navi britanniche al largo della costa norvegese; durante l'operazione, un siluro della Schoemann finì la petroliera Oil Pioneer, danneggiata dalle cannonate della Hipper. Continuò ad operare nelle acque norvegesi, tranne che per un breve periodo in Francia nel febbraio 1942, quando partecipò all'operazione Cerberus; partecipò anche ad alcune operazioni nel Mare glaciale artico, durante le quali affondò alcune navi sovietiche. Il 1º maggio 1943, la Schoemann e i cacciatorpediniere Z24 e Z25 cercarono di attaccare il convoglio britannico PQ-15 nelle acque dell'Artico. Il 2 maggio successivo, le tre navi tedesche attaccarono l'incrociatore leggero HMS Edinburgh, di scorta al convoglio ma rimasto precedentemente danneggiato da un siluro lanciato dal sommergibile U-456; la Edinburgh, seppure incapace di governare, riuscì a colpire la Schoemann con diversi colpi di grosso calibro, provocando 8 morti e gravi danni ai motori, prima di essere affondata dai siluri degli altri cacciatorpediniere. Ormai irrecuperabile, la Schoemann venne abbandonata dall'equipaggio e autoaffondata tramite un'esplosione.

### Z8 Bruno Heinemann
Impostata il 14 gennaio 1936 e varata il 15 settembre 1936, entrò in servizio l'8 gennaio 1938. Prendeva il nome dal capitano di corvetta Bruno Heinemann, primo ufficiale sulla corazzata SMS König, ucciso il 5 novembre 1918 durante un ammutinamento dell'equipaggio. Dopo un breve ciclo di operazioni nel Baltico all'inizio della guerra, prese poi parte alle missioni di minamento nel Mare del Nord, comprese due missioni al largo delle coste inglesi. Nell'aprile 1940 partecipò all'operazione Weserübung inquadrata nel Marinegruppe 2, incaricato di occupare il porto di Trondheim, portando a compimento la sua missione con successo. Operò poi nelle acque dell'Artico fino all'ottobre del 1941, quando rientrò in patria. Venne deciso di impiegarla nell'operazione Cerberus, ma il 25 gennaio 1942, mentre era in viaggio per Brest, urtò una mina e affondò al largo di Ostenda.

### Z9 Wolfgang Zenker
Impostata il 23 marzo 1935 e varata il 27 marzo 1936, entrò in servizio il 2 luglio 1938. Prendeva il nome dal tenente Wolfgang Zenker, ufficiale sulla corazzata SMS König, ucciso il 5 novembre 1918 durante un ammutinamento dell'equipaggio. Dopo un breve ciclo di operazioni nel Baltico all'inizio della guerra, venne poi inviata nel Mare del Nord per prendere parte alle missioni di posa di mine, comprese due missioni al largo delle coste inglesi. Nell'aprile 1940 partecipò all'operazione Weserübung inquadrata nel Marinegruppe 1, incaricato di occupare il porto di Narvik; la missione ebbe successo, ma al pari delle altre navi tedesche la Zenker non poté fare ritorno in patria a causa della mancanza di combustibile. Non venne coinvolta nell'attacco britannico del 10 aprile; il 13 aprile seguente, la Zenker venne ingaggiata dalle superiori forze britanniche, ma la grave penuria di munizioni e di carburante convinse il comandante a far arenare la nave per permettere all'equipaggio di mettersi in salvo. Lo scafo immobile venne poi distrutto dai britannici.

### Z10 Hans Lody
Impostata il 1º aprile 1935 e varata il 14 maggio 1936, entrò in servizio il 13 settembre 1938. Prendeva il nome dal tenente Karl Hans Lody, inviato come spia in Gran Bretagna, catturato e giustiziato dai britannici il 6 novembre 1914. Dopo alcune operazioni nel Baltico, prese parte alle missioni di interdizione del traffico mercantile nemico e di minamento nel Mare del Nord all'inizio della guerra; durante una di queste missioni, l'esplosione accidentale di una mina provocò due morti e sei feriti tra l'equipaggio. Nel giugno del 1940 prese parte all'operazione Juno, dando il colpo di grazia alla petroliera Juniper. Inviata in Francia, tra il settembre e il dicembre del 1940 partecipò ad alcune missioni nel Canale della Manica, contribuendo al danneggiamento del cacciatorpediniere britannico HMS Javellin. Rientrata in patria, venne poi inviata in Norvegia, partecipando anche alle missioni contro il traffico navale sovietico nel Mare di Barents e all'operazione Sizilien. Dal novembre del 1943 venne impiegata come scorta per le navi dirette in Germania dalla Norvegia, partecipando anche alle missioni di pattugliamento al largo dello Jutland. Negli ultimi mesi di guerra prese parte alle missioni di evacuazione dei profughi tedeschi dal porto di Hela; venne posta in disarmo il 9 maggio 1945. Catturata dai britannici, venne trasferita a Portsmouth e sottoposta a varie prove. Venne demolita a partire dal 1949.

### Z11 Bernd von Arnim

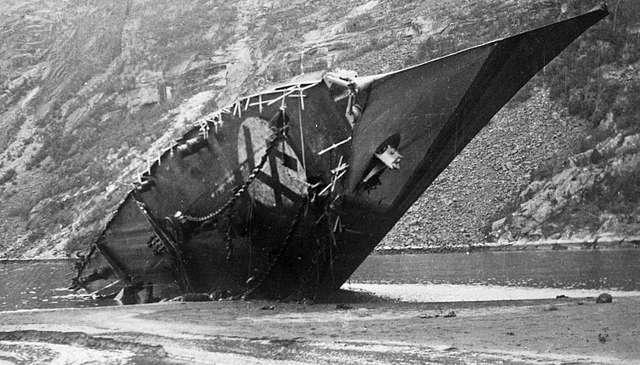
Il relitto della Bernd von Arnim nel fiordo di Narvik

Impostata il 26 aprile 1935 e varata l'8 luglio 1936, entrò in servizio il 6 dicembre 1938. Prendeva il nome dal capitano Bernd von Arnim, perito nell'affondamento della torpediniera G42 il 21 aprile 1917. Dopo alcune missioni nel Baltico, venne inviata nel Mare del Nord per attaccare i mercantili diretti in Gran Bretagna, catturando due navi danesi; partecipò anche alle missioni di minamento, compresa una al largo delle coste inglesi. Nell'aprile 1940 partecipò all'operazione Weserübung inquadrata nel Marinegruppe 1, incaricato di occupare il porto di Narvik. Il 9 aprile, la nave penetrò nel fiordo di Narvik, venendo attaccata dalla vecchia corazzata costiera norvegese Norge; dopo una breve battaglia, la von Arnim affondò la Norge con due siluri. Il 10 aprile, la von Arnim intervenne contro i cacciatorpediniere britannici che tentavano di lasciare il fiordo di Narvik dopo l'attacco alle navi tedesche, contribuendo all'affondamento dell'HMS Hardy e dell'HMS Hunter. Il 13 aprile tornò di nuovo ad ingaggiare le navi britanniche, finché, esaurite munizioni e carburante, venne fatta arenare dall'equipaggio; il relitto venne poi demolito nel 1962.

### Z12 Erich Giese
Impostata il 3 maggio 1935 e varata il 12 marzo 1937, entrò in servizio il 4 marzo 1939. Prendeva il nome dal capitano Erich Giese, perito nell'affondamento della torpediniera S20 il 5 giugno 1917. Partecipò alle missioni di minamento nel Mare del Nord, compresa una al largo della costa inglese, durante la quale danneggiò con un siluro il cacciatorpediniere britannico HMS Jersey. Nell'aprile 1940 partecipò all'operazione Weserübung inquadrata nel Marinegruppe 1, incaricato di occupare il porto di Narvik; la missione ebbe successo, ma la nave non poté rientrare in patria a causa della penuria di carburante. Non prese parte allo scontro del 10 aprile; il 13 aprile, la Giese impegnò la squadra britannica, sbarrando l'ingresso del porto e danneggiando gravemente il cacciatorpediniere HMS Punjabi, prima di essere ridotta ad un relitto fumante dalle cannonate della corazzata HMS Warspite.

### Z13 Erich Koellner
Impostata il 12 ottobre 1935 e varata il 18 marzo 1937, entrò in servizio il 28 marzo 1939. Prendeva il nome dal capitano Erich Koellner, perito il 20 aprile 1918 nell'affondamento del posamine M95. Partecipò alle missioni di minamento nel Mare del Nord (tra cui due missioni al largo delle coste inglesi), compresa la sfortunata operazione Wikinger, senza riportare danni. Nell'aprile 1940 partecipò all'operazione Weserübung inquadrata nel Marinegruppe 1, incaricato di occupare il porto di Narvik, portando a compimento la missione con successo. Non prese parte allo scontro del 10 aprile; il 13 aprile ingaggiò la squadra britannica, venendo distrutta dall'azione di quattro cacciatorpediniere britannici. Il relitto venne recuperato e demolito nel 1963.

### Z14 Friedrich Ihn
Impostata il 30 marzo 1935 e varata il 5 novembre 1935, entrò in servizio il 6 aprile 1938. Prendeva il nome dal capitano Friedrich Ihn, perito nell'affondamento della torpediniera S35 durante la Battaglia dello Jutland, il 31 maggio 1916. Operò nel Baltico prima di essere trasferita nel Mare del Nord, dove partecipò a tre missioni di minamento al largo della Gran Bretagna. Nel settembre del 1940 venne trasferita in Francia, dove partecipò a varie missioni di pattugliamento sia nel Canale della Manica sia nel Golfo di Biscaglia; partecipò anche all'operazione Cerberus. Sul finire del febbraio 1942 venne inviata in Norvegia, dove trascorse il resto della guerra partecipando solo ad operazioni minori. All'inizio del 1945 rientrò in patria, per poi essere impiegata nell'evacuazione dei profughi tedeschi dalla Prussia orientale; venne posta in disarmo il 10 maggio 1945. Catturata dai britannici, venne poi ceduta alla Marina sovietica nel novembre 1945. Ribattezzata Prytkiy (Прыткий), venne assegnata alla Flotta del Baltico e rimase in servizio fino al marzo del 1952, quando venne radiata e demolita poco dopo.

### Z15 Erich Steinbrinck
Impostata il 30 marzo 1935 e varata il 24 settembre 1936, entrò in servizio il 31 maggio 1938. Prendeva il nome dal capitano Erich Steinbrinck, perito nell'affondamento della torpediniera V29 durante la battaglia dello Jutland il 31 maggio 1916. Partecipò alle operazioni nel Baltico all'inizio della guerra, durante le quali danneggiò il sommergibile polacco ORP Wilk con cariche di profondità; venne poi inviata nel Mare del Nord, prendendo parte a due operazioni di minamento al largo delle coste inglesi. Partecipò nel giugno del 1940 all'operazione Juno, per poi essere inviata in Francia dove prese parte ad alcune missioni nel Canale della Manica e nel Golfo di Biscaglia. Nel giugno del 1941 venne inviata nelle acque norvegesi, dove prese parte all'operazione Sizilien. Dal novembre del 1943 prese parte alle missioni di scorta e di pattugliamento al largo dello Jutland. Nel giugno del 1944 venne gravemente danneggiata in un bombardamento aereo mentre era all'ancora nel porto di Amburgo; venne poi posta in disarmo il 10 maggio 1945. Catturata dai britannici, venne trasferita alla Marina sovietica nel novembre del 1945. Ribattezzata Pylkiy (Пылкий), servì nella Flotta del Baltico fino all'aprile del 1949, quando venne disarmata e trasformata nella nave-caserma PKZ-2. Venne radiata nel febbraio del 1958 e demolita poco dopo.

### Z16 Friedrich Eckoldt
Impostata il 14 novembre 1935 e varata il 21 marzo 1937, entrò in servizio il 28 luglio 1938. Prendeva il nome dal capitano Friedrich Eckoldt, perito nell'affondamento della torpediniera V48 durante la battaglia dello Jutland il 31 maggio 1916. Dopo un breve ciclo nel Baltico, venne inviata nel Mare del Nord, partecipando a quattro missioni di minamento al largo delle coste inglesi, compresa la sfortunata operazione Wikinger, dalla quale uscì indenne. Nell'aprile 1940 partecipò all'operazione Weserübung inquadrata nel Marinegruppe 2, incaricato di occupare il porto di Trondheim, portando a compimento la sua missione con successo. Dopo un breve periodo nel Canale della Manica, nel giugno del 1941 venne inviata in Norvegia, prendendo parte a numerose missioni di scorta ai mercantili tedeschi e ad alcune incursioni nell'Artico. Il 31 dicembre 1942 venne affondata dagli incrociatori leggeri britannici HMS Sheffield e HMS Jamaica durante la Battaglia del mare di Barents.